# Rhodacarellus vervacti
Rhodacarellus vervacti är en spindeldjursart som först beskrevs av Athias-Henriot 1961.  Rhodacarellus vervacti ingår i släktet Rhodacarellus och familjen Rhodacaridae. Inga underarter finns listade i Catalogue of Life.